# ديفيد ستيل (سياسي)
ديفيد ستيل (بالإنجليزية: David Steel)‏ هو سياسي بريطاني، ولد في 31 مارس 1938 في كيركالدي في المملكة المتحدة. حزبياً، نشط في الحزب الليبرالي والديمقراطيون الليبراليون.

## مناصب
- في الانتخابات الفرعية في مجلس العموم البريطاني [الإنجليزية]‏، انتخب عضو البرلمان الثالث والأربعون للمملكة المتحدة عن دائرة Roxburgh, Selkirk and Peebles (UK Parliament constituency) [الإنجليزية]‏ (24 مارس 1965 – 10 مارس 1966).
- في الانتخابات العامة في المملكة المتحدة 1966 [الإنجليزية]‏، انتخب عضو البرلمان الرابع والأربعون للمملكة المتحدة عن دائرة Roxburgh, Selkirk and Peebles (UK Parliament constituency) [الإنجليزية]‏ (31 مارس 1966 – 29 مايو 1970).
- في الانتخابات العامة في المملكة المتحدة 1970، انتخب عضو البرلمان الخامس والأربعون للمملكة المتحدة عن دائرة Roxburgh, Selkirk and Peebles (UK Parliament constituency) [الإنجليزية]‏ (18 يونيو 1970 – 8 فبراير 1974).
- في الانتخابات العامة في المملكة المتحدة فبراير 1974 [الإنجليزية]‏، انتخب عضو البرلمان السادس والأربعون للمملكة المتحدة عن دائرة Roxburgh, Selkirk and Peebles (UK Parliament constituency) [الإنجليزية]‏ خلال فترته النيابية ‏ (28 فبراير 1974 – 20 سبتمبر 1974).
- في الانتخابات العامة في المملكة المتحدة أكتوبر 1974 [الإنجليزية]‏، انتخب عضو البرلمان السابع والأربعون للمملكة المتحدة عن دائرة Roxburgh, Selkirk and Peebles (UK Parliament constituency) [الإنجليزية]‏ خلال فترته النيابية ‏ (10 أكتوبر 1974 – 7 أبريل 1979).
- في الانتخابات العامة للمملكة المتحدة 1979 [الإنجليزية]‏، انتخب عضو البرلمان الثامن والأربعون للمملكة المتحدة عن دائرة Roxburgh, Selkirk and Peebles (UK Parliament constituency) [الإنجليزية]‏ خلال فترته النيابية ‏ (3 مايو 1979 – 13 مايو 1983).
- انتخب عضو البرلمان الخمسون للمملكة المتحدة عن دائرة Tweeddale, Ettrick and Lauderdale (UK Parliament constituency) [الإنجليزية]‏ وقد انضم خلال فترته النيابية ‏ (8 مارس 1988 – 16 مارس 1992)  للكتلة البرلمانية الديمقراطيون الليبراليون.
- في الانتخابات العمومية للمملكة المتحدة 1983 [الإنجليزية]‏، انتخب عضو البرلمان التاسع والأربعون للمملكة المتحدة عن دائرة Tweeddale, Ettrick and Lauderdale (UK Parliament constituency) [الإنجليزية]‏ خلال فترته النيابية ‏ (9 يونيو 1983 – 18 مايو 1987).
- في الانتخابات العمومية للمملكة المتحدة 1987 [الإنجليزية]‏، انتخب عضو البرلمان الخمسون للمملكة المتحدة عن دائرة Tweeddale, Ettrick and Lauderdale (UK Parliament constituency) [الإنجليزية]‏ وقد انضم خلال فترته النيابية ‏ (11 يونيو 1987 – 8 مارس 1988)  للكتلة البرلمانية الحزب الليبرالي.
- في الانتخابات العامة في المملكة المتحدة 1992 [الإنجليزية]‏، انتخب عضو البرلمان الحادي والخمسون للمملكة المتحدة عن دائرة Tweeddale, Ettrick and Lauderdale (UK Parliament constituency) [الإنجليزية]‏ خلال فترته النيابية ‏ (9 أبريل 1992 – 8 أبريل 1997).
- انتخب Chief Whip of the Liberal Democrats [الإنجليزية]‏ (18 يونيو 1970 – 7 يوليو 1976).
- انتخب زعيم الديمقراطيون الليبراليون [الإنجليزية]‏ (3 مارس 1988 – 16 يوليو 1988).
- انتخب عضو البرلمان الاسكتلندي الأول ‏ عن دائرة لوثيان [الإنجليزية]‏ وقد انضم خلال فترته النيابية [الإنجليزية]‏ (31 مايو 1999 – 31 مارس 2003)  للكتلة البرلمانية مستقل.
- في الانتخابات النيابية العمومية الاسكتلندية 1999 [الإنجليزية]‏، انتخب عضو البرلمان الاسكتلندي الأول ‏ عن دائرة لوثيان [الإنجليزية]‏ وقد انضم خلال فترته النيابية [الإنجليزية]‏ (6 مايو 1999 – 31 مايو 1999)  للكتلة البرلمانية Scottish Liberal Democrats [الإنجليزية]‏.
- انتخب عضو مجلس الشورى البريطاني.
- انتخب Leader of the Liberal Party (UK) [الإنجليزية]‏ (7 يوليو 1976 – 16 يوليو 1988).
- انتخب زعيم الديمقراطيون الليبراليون [الإنجليزية]‏ (3 مارس 1988 – 16 يوليو 1988).
- انتخب Presiding Officer of the Scottish Parliament [الإنجليزية]‏ (12 مايو 1999 – 7 مايو 2003).

## روابط خارجية
- ديفيد ستيل على موقع الموسوعة البريطانية (الإنجليزية)
- ديفيد ستيل على موقع مونزينجر (الألمانية)
- ديفيد ستيل على موقع إن إن دي بي (الإنجليزية)